# Lijkwagen
Een lijkwagen (of rouwauto) is een voertuig voor het transport van overledenen. Ze vervangen paardenlijkwagens, die vroeger gebruikelijk waren.
Het voertuig lijkt op een normale personenwagen, maar is een stuk langer. Er is geen achterbank en daardoor kan er achter in de auto een doodskist worden geplaatst. De kleur van lijkwagens is veelal zwart, alhoewel witte auto's ook steeds vaker worden gebruikt.
Een lijkwagen wordt gebruikt om de overledene naar een begraafplaats of crematorium te vervoeren. Wanneer hier volgauto's met nabestaanden bij meerijden, wordt gesproken van een rouwstoet. Wanneer volgauto's van een uitvaartondernemer worden gebruikt, zijn deze meestal uitgevoerd in dezelfde stijl als de lijkwagen. De lijkwagen wordt ook vaak gebruikt om de overledenen van de plaats van overlijden naar een rouwcentrum te brengen.
In Nederland is een lijkwagen wettelijk gedefinieerd als een motorvoertuig dat als personenauto is gebouwd, dat bestemd is voor het vervoer van overledenen en dat daarvoor speciale voorzieningen heeft. Een lijkwagen die onderdeel is van een uitvaartstoet is specifiek herkenbaar aan twee zwarte, witomrande, driehoekige vlaggetjes voor op de auto, met daarop voorheen een liggend wit kruis, sinds 1 juli 2010 officieel drie liggende strepen.

## Afbeeldingen

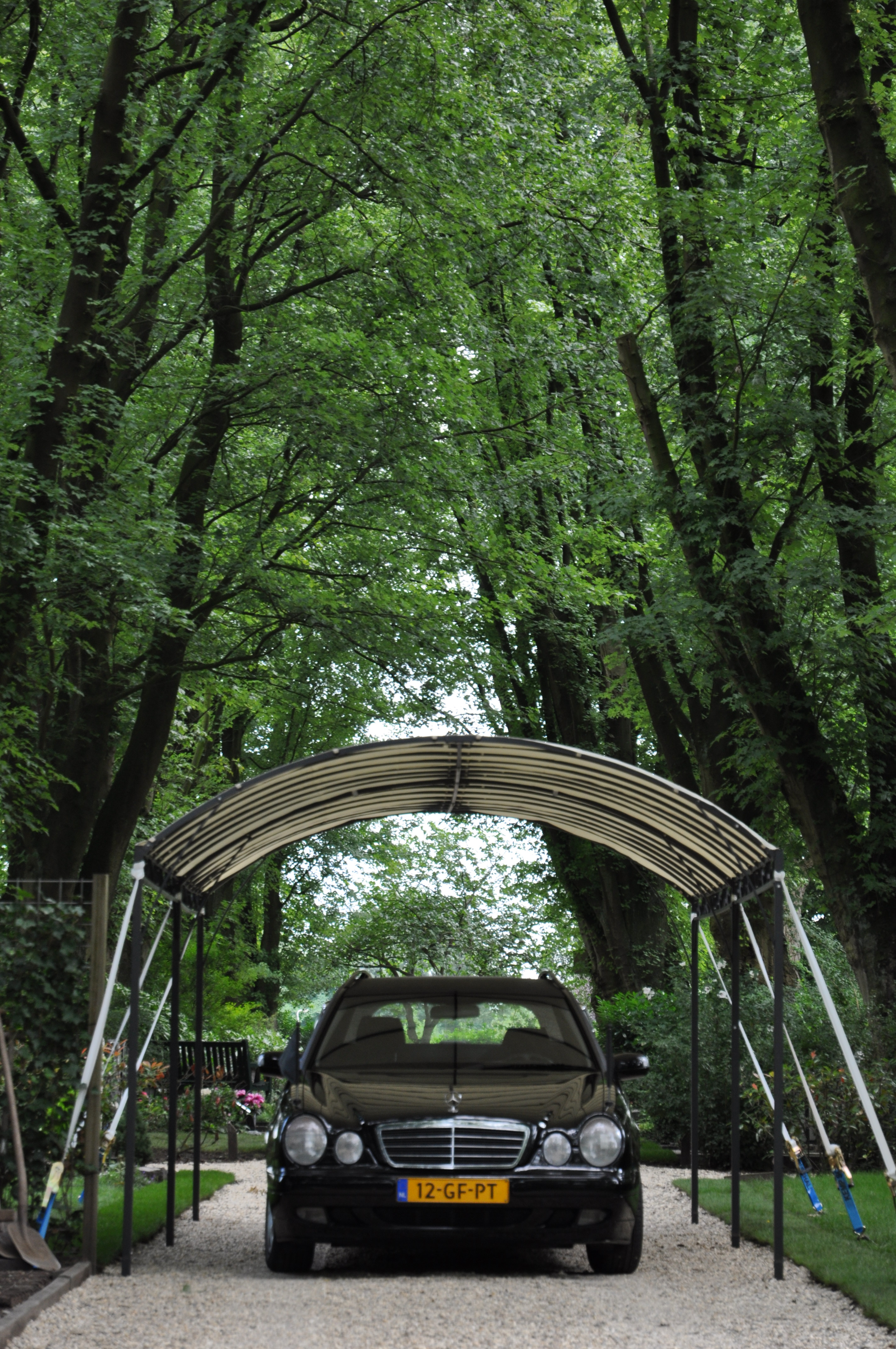
Lijkwagen op begraafplaats
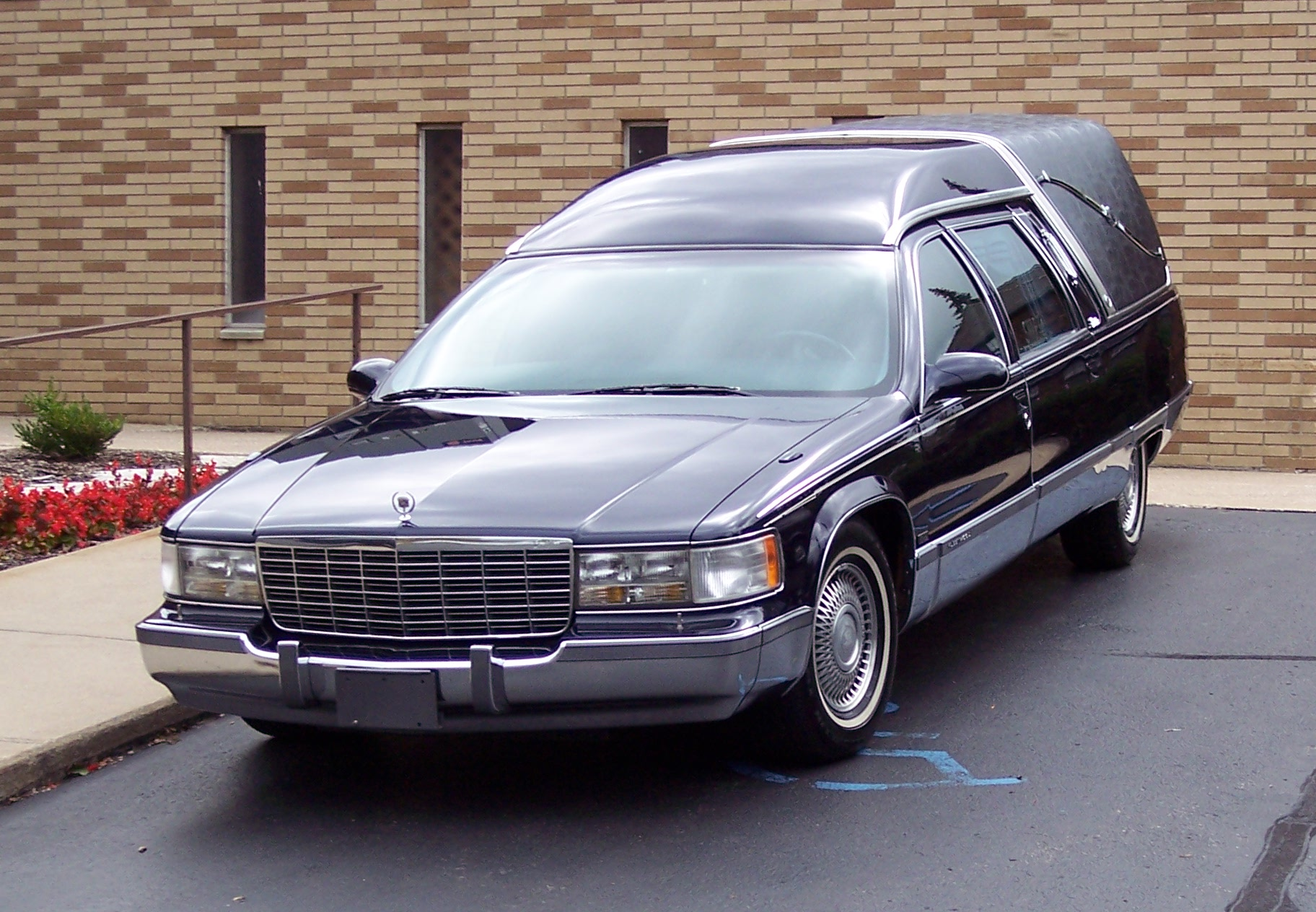
Cadillac Fleetwood
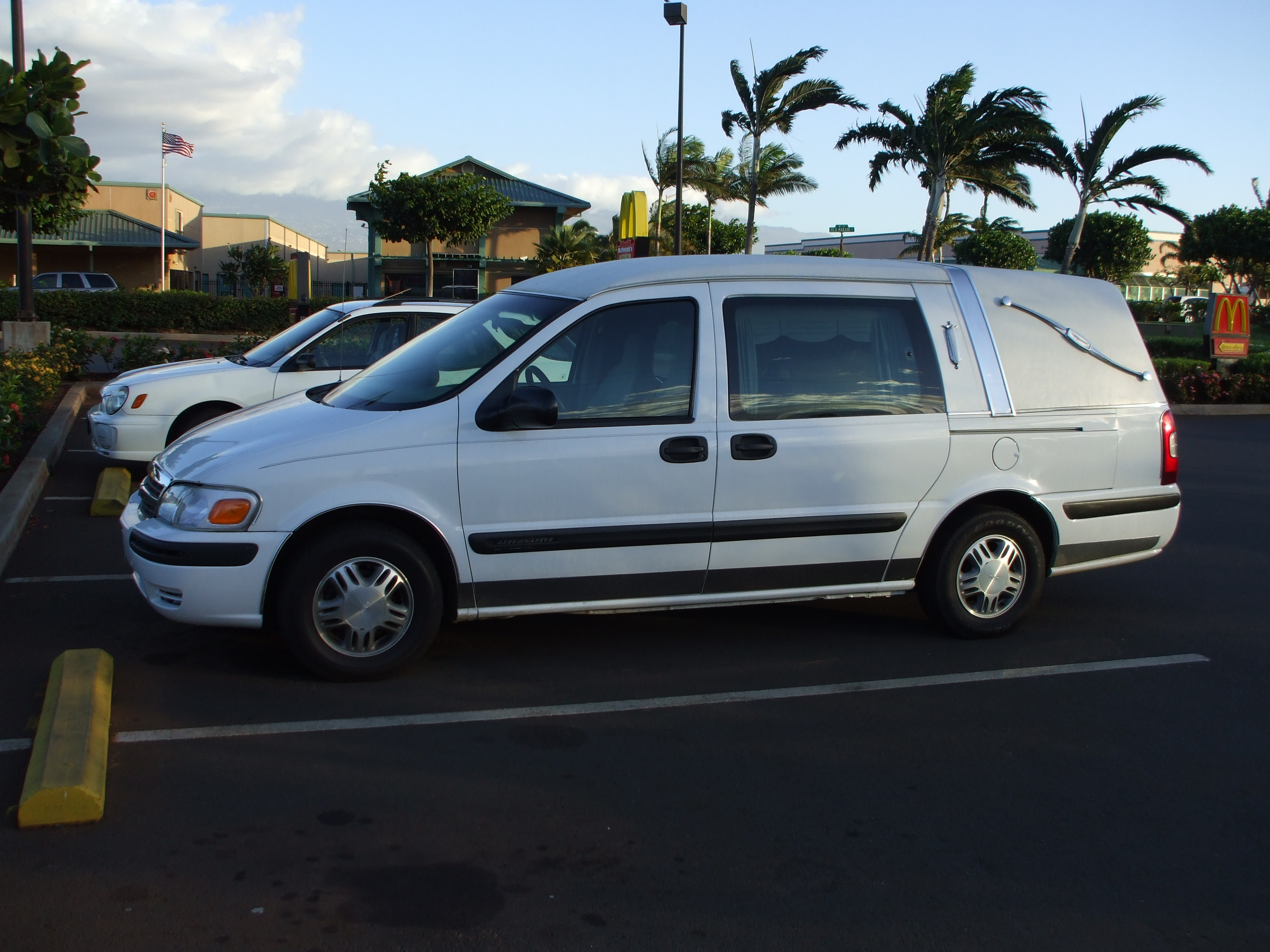
Witte lijkwagen
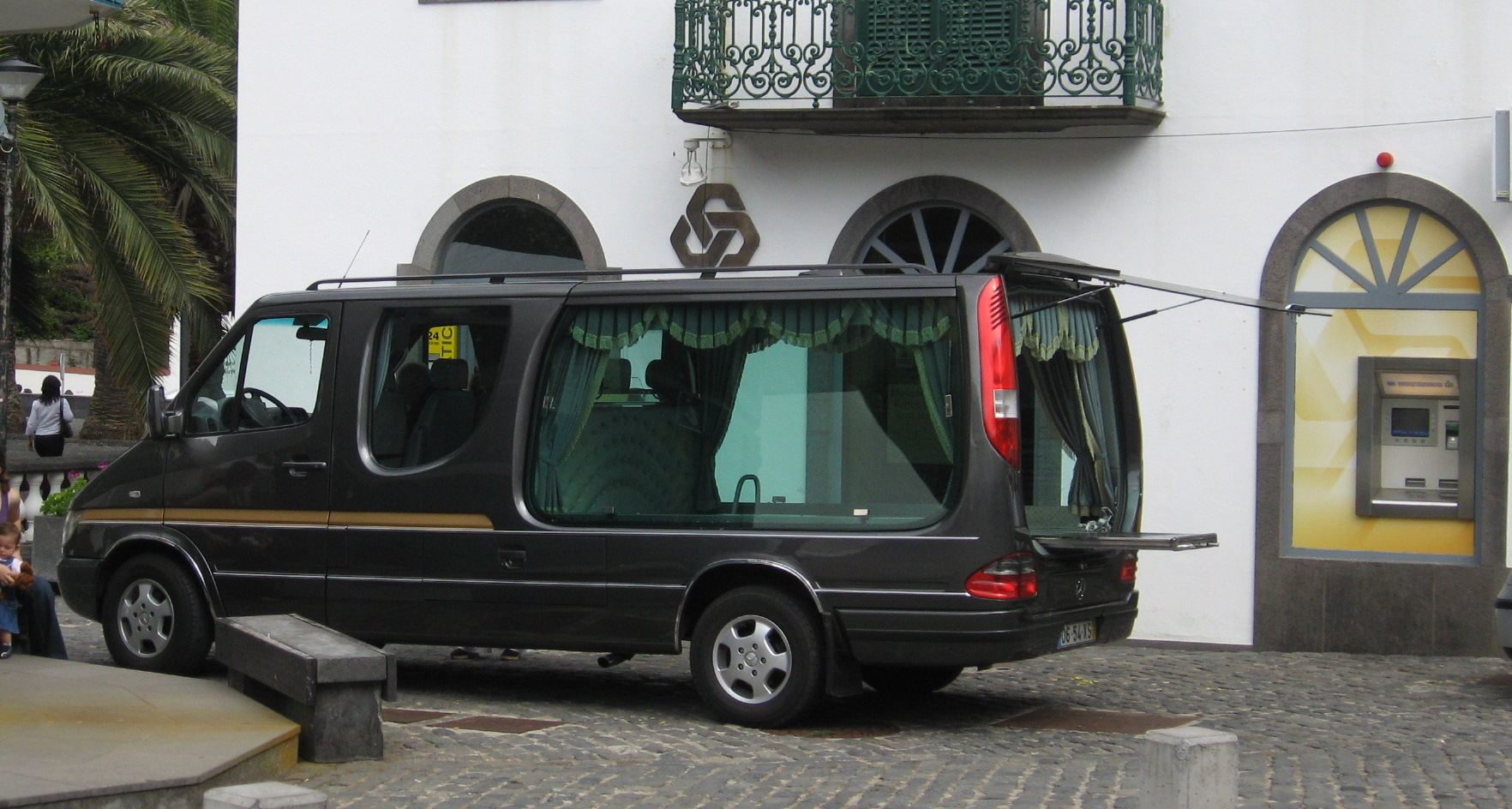
Mercedes lijkwagen
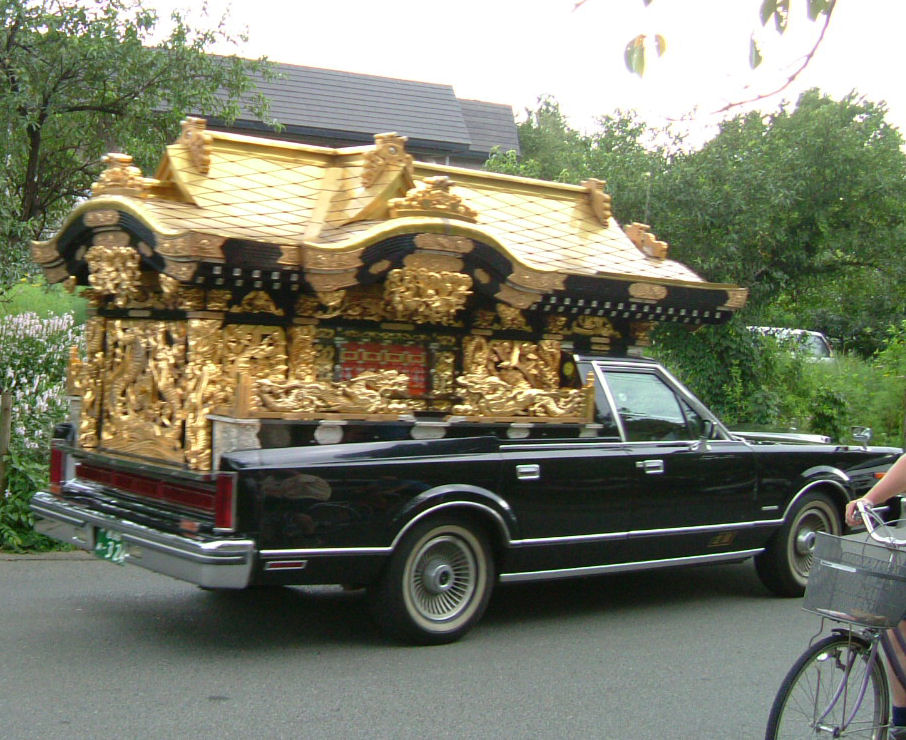
Japanse lijkwagen
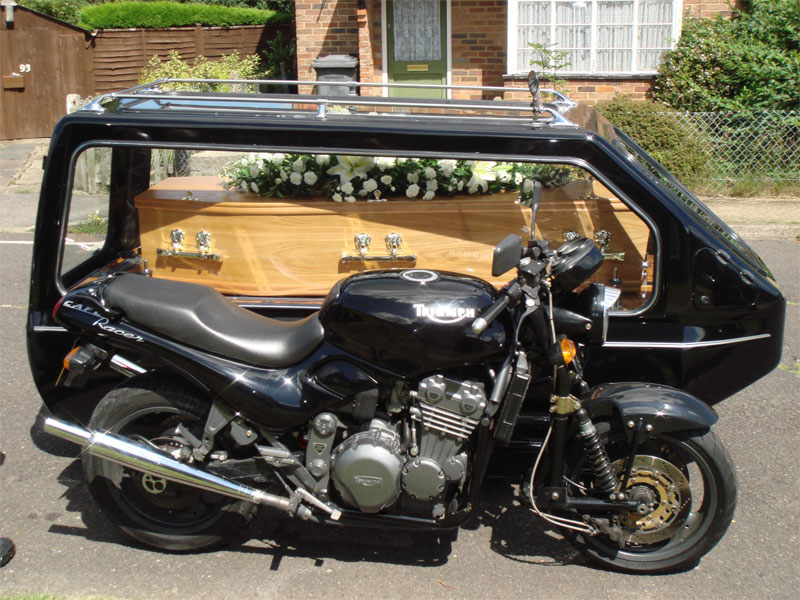
Zijspan